# Гиннесс
«Ги́ннесс» (англ. Guinness) — пивной бренд, принадлежащий компании Diageo (со штаб-квартирой в Лондоне), изначально относившийся к ирландской компании Arthur Guinness Son & Co, основанной в 1759 году пивоваром Артуром Гиннессом (Arthur Guinness). Пиво «Гиннесс» — самое известное и потребляемое ирландское пиво, ставшее легендой и самым популярным брендом Ирландии.
Отличительной особенностью пива долгое время являлся жжёный аромат, который получался из-за использования жареного ячменя. Пиво производится из ячменя (в Нигерии его заменяют на сорго), воды, хмеля и дрожжей. На протяжении многих лет отстоявшееся пиво смешивали со свежесваренным, что придавало резкий молочный привкус и характерную пену. Позже компания Гиннесса отказалась от смешивания отстоявшегося и свежесваренного пива, и теперь для создания пены при разливе пиво обогащают азотом; кроме того, в качестве основы производства пива компании по лицензии сейчас зачастую служит концентрированный экстракт «FES», который можно разводить на основе лагера.
В пинте «Гиннесса» всего 198 килокалорий — меньше, чем в апельсиновом соке или обезжиренном молоке.

## История
Создатель пива «Гиннесс» начал заниматься пивоварением ещё со школы. Тогда он и его отец Ричард, работая у местного архиепископа Артура Прайса, варили эль в подвале его дома. В 1752 году Артур Прайс умер, оставив в наследство семье Гиннессов 200 фунтов.
На эти деньги Артур Гиннесс в 1756 году арендовал небольшую пивоварню в Лейкслипе, где вместе с братом Ричардом начал варить эль. Через три года Артур оставил производство брату, а сам переехал в Дублин, где нашёл заброшенную пивоварню на окраине города и назвал её «Пивоварня у ворот Святого Джеймса» (англ. St. James’s Gate Brewery). 31 декабря 1759 года был подписан договор аренды на 9000 лет, аренда стоила 45 фунтов в год. Уже в 1769 году пиво Гиннесс начало экспортироваться в Англию.
В 1770-х годах Артур Гиннесс начал варить портер (сильно пенящееся тёмное английское пиво), ставшее фирменным продуктом компании; производство было столь успешным, что в 1799 году завод прекратил выпускать эль. В 1803 году Артур Гиннесс умер в возрасте 78 лет, оставив в наследство жене и детям 25 тыс. фунтов (примерно 865 тыс. фунтов в пересчёте на нынешние деньги). Из десяти его выживших детей (всего у Артура Гиннесса был 21 ребёнок) трое — Артур II, Бенджамин и Уильям Ланнел — продолжили дело отца, став первыми представителями могущественной династии Гиннессов. Подпись Артура-старшего до сих пор используется на боку банки Guinness Draught в ирландском оформлении упаковки (в разных странах упаковка «Гиннесса» несколько различается).
В год смерти отца Артуру II Гиннессу исполнилось 35 лет. Они с отцом много лет работали вместе, и в вопросах пивоварения и управления бизнесом Артур Гиннесс-младший разбирался хорошо. В 1803 году Артур II уже управлял компанией, которая продавала 809 тыс. галлонов пива Guinness в год. Через 52 года, ко времени его смерти, ежегодные продажи увеличились до 4 млн галлонов. При Артуре II уровень продаж рос на 10 % каждый год, и только начавшиеся Наполеоновские войны привели к спаду продаж. Впоследствии он стал управляющим банком Ирландии, президентом дублинской торговой палаты, членом общества фермеров Ирландии. Прожив до возраста 87 лет, Артур оставил наследникам около 9 млн фунтов в пересчёте на теперешние деньги.
Его преемником стал третий сын — Бенджамин Ли, который руководил компанией следующие 13 лет. В 1830 году пивоварня Гиннессов была крупнейшей в Ирландии пивоварней. При Бенджамине, в 1862 году, логотип-арфа (происходящая от легенды об арфе Бриана Бору) стал зарегистрированным товарным знаком компании, причём она стала второй торговой маркой пивоваренной компании, зарегистрированной после учреждения в Лондоне бюро по регистрации. В 1851 году Бенджамин Ли был избран лорд-мэром Дублина, в 1867 году ему был дан титул баронета. Умер Бенджамин Ли в 1868 году, его состояние оценивалось в 1,1 млн фунтов (65 млн фунтов в пересчете на нынешние деньги).
В 1870-х годах перед предприятием встала проблема: трудности с перевозкой огромного количества сырья (что гужевым транспортом, что по железной дороге) мешали расширению производства. Для решения этой проблемы в 1873—1877 годах под руководством Самуэля Джоегана (Samuel Geoghegan) была построена узкоколейная трамвайная дорога вокруг всего завода. Ширина колеи была определена им в 1 фут и 10 дюймов, габарит должен был иметь шесть футов в высоту и максимум пять футов в ширину, а максимальный уклон должен был быть не круче, чем один к сорока. Между старой пивоварней и новым участком земли, купленным около реки Лиффи, перепад высоты составлял около 50 футов; более того, эти два участка разделяла Джеймс-стрит, что вызвало необходимость постройки туннеля. Первым локомотивом на этих путях был танк-паровоз Sharp Stewart 0−4−0. № 2, поставленный позже, носил имя HOPS («Хмель»), № 3 — MALT («Солод»). В 1878 году прибыли ещё два Sharp Stewart 0−4−0, однако, ни один из этих локомотивов не был идеален для заданной работы, и Самуэль Джоеган приступил к разработке собственного локомотива, обладающего достоинствами вышеназванных, но без их недостатков.
Четвёртым представителем династии Гиннессов, возглавившим дело, стал Эдвард Сесил. Он получил титул лорда Иво и умер, будучи вторым в списке самых богатых англичан. При Эдварде Сесиле в 1886 году компания стала публичной, но семья Гиннесс оставила себе контрольный пакет акций. Во время руководства компании Эдвардом Гиннессом решался вопрос о взаимоотношениях с компаниями по розливу и реализации пива, реализовывавшими Guinness под своими торговыми марками. Посредническая фирма Burke в 1876 году зарегистрировала товарный знак «кошка» (в какой-то момент, вдобавок, она зарегистрировала знак «Burke’s Bottled Guinness Stout», который, впрочем, вскоре заменила на «Guinness Stout Bottled by Burke’s»), кроме того, Guinness распространялся под знаками «голова вепря» (фирма T.B. Hall), «грифон» (T.P. Groffin), «плавучий маяк» (Macfee), «кинжал», «валет червей», «призовая медаль», «мишень» (J.P. O’Brian), «бульдог» (Robert Porter; этот знак до недавнего времени присутствовал на этикетке FES в Малайзии), «осёл», «компас» (W.E. Johnson), «Z» (Blood Wolf). Названия посредников на бутылках были крупнее названия Guinness, что не только вводило в заблуждение, но и открывало дорогу подделкам. В 1890-х годах руководством компании было постановлено, что торговый знак компании должен стоять на всех бутылках Guinness; посредники в ответ повысили цены. Цены удалось сбить, но с введением в США сухого закона выяснилось, что на небольшом британском рынке стали конкурировать сразу 18 посреднических фирм.
В 1899 году Уильямом Госсеттом был разработан известный T-критерий Стьюдента для оценки качества пива в компании «Гиннесс». В связи с обязательствами перед компанией по неразглашению коммерческой тайны, статья Госсета о распределении Стьюдента вышла в 1908 году в журнале «Биометрика» под псевдонимом «Student» (Студент).
В 1916 году во время Пасхального восстания из оборудования пивоварни (грузовых машин и паровых котлов) было сделано четыре импровизированных броневика, применявшихся правительственными силами.
Руперт Эдвард Сесил Ли Гиннесс (Rupert Edward Cecil Lee Guinness) стал следующим управленцем компанией, при нём (в 1929 году) компания впервые начала заниматься рекламой пива, и стала крупнейшей пивоварней мира. В 1932 году компания Guinness купила фирму Alexander Macfee, а в 1935 году убедила компании Redd, Burke и Porter объединиться в Export Bottlers Ltd. Обе компании занимались поглощением более мелких посредников. В 1950 году Macfee переименовалась в Guinness Exports и поглотила Export Bottlers Ltd. В 1936 году компания открыла пивоварню в Лондоне. В 1962 году открылся первый африканский завод по производству «Гиннесса».
С Руперта Гиннесса начался закат династии, представители которой постепенно стали выполнять в компании главным образом «декоративные» функции. Название оставалось прежним — Arthur Guinness` Son & Co., Ltd.
Бенджамин Гиннесс принял на себя управление компанией в 1967 году, став последним из Гиннессов председателем правления компании Guinness. В 1974 году компания «Гиннесс» прекратила производство портера и с тех пор производит только стауты (тёмное пиво, изготовленное с использованием жжёного солода; разновидность портера). В 1986 году из-за слабого здоровья Бенджамин Гиннесс ушёл с поста председателя правления, «Гиннесс» был куплен компанией Distillers Company Limited. Эрнест Сондерс стал первым председателем правления, не происходившим из династии Гиннессов, а с 1992 года семья Гиннесс не участвует напрямую в управлении компанией, хотя сохраняет в ней финансовый интерес.
В 1989 году компания начала применять так называемый пивной виджет — небольшое устройство, являющееся изобретением компании и позволяющее при помощи выделения азота добиваться вспенивания пива при разливе из банки; в 1991 году за эту инновацию фирма получила британскую Королевскую награду за технологические изобретения, а недавний опрос, проведённый в Великобритании, удостоил widget титула «величайшего изобретения за последние 40 лет».
В 1997 году произошло слияние Distillers Company и Grand Metropolitan; так в 1998 году появилась компания Diageo, которая является владельцем бренда «Гиннесс» по сей день.
В 2005 году закрылась пивоварня Guinness в лондонском Парк Ройал. Всё производство «Гиннесса» для потребителей из Великобритании сосредоточилось в дублинской St. James’s Gate Brewery.
21 декабря 2009 года на территории St. James’s Gate Brewery произошёл пожар, который привлёк очень широкое внимание СМИ. Пожар начался на крыше постройки, где проводились ремонтные работы, ставшие причиной пожара. Пожар тушили 15 пожарных расчётов. В результате пожара вокруг завода скопился едкий дым, образовавшийся при горении кровельного материала и гудрона. Во время пожара производство пива на заводе не останавливалось ни на минуту.

## Сорта «Гиннесс»
К основным видам сортов Guinness можно отнести:
1. Guinness Original/Extra Stout[30] (наиболее приближенный по вкусу к оригинальному портеру, который выпускал Артур Гиннесс, содержание алкоголя: 4,2—4,3 %; (Англия, Ирландия), 5 % (Канада, большинство стран Европы), 6 % (США, Австралия, Япония)), доступен в бутылках[31] и банках[32];
2. Guinness Foreign Extra Stout[30] (в основном продаётся в странах Западной Африки, странах Карибского бассейна и Азии, содержание алкоголя: 5% (Китай), 6,5 % (Ямайка), 7,5 % (Африка), 8 % (Сингапур), некоторое время назад продавался и в России (содержание алкоголя 6,5 %));
  1. Guinness Foreign Extra Stout Nigeria[30] (в Нигерии и Великобритании в производстве «Гиннесса» используется сорго (sorghum) вместо ячменя, содержание алкоголя: 7,5 %);
  2. Guinness Extra Smooth[33] («мягкий» стаут, продаётся в Республике Гана, Камеруне и Нигерии, содержание алкоголя: 5,5 %); напиток был разработан для потребления на романтических и дружеских встречах (для которых FES считался слишком крепким), и как ответ распространившемуся в Гане пиву Castlemilk[34]Guinness Foreign Extra Stout
3. Guinness Draught[30][35] (выпускается в кегах, бутылках[36] и банках[30][37], обычно продаётся в Европе, США, Канаде и Австралии)
  1. Guinness Draught Stout[30] (продаётся в кегах и содержит от 4,1 до 4,3 % алкоголя);
  2. Guinness Draught (в бутылках)[30]. Внутри бутылок находится запатентованная «rocket widget», для придания вкуса разливного пива, содержание алкоголя: 4,1—4,3 %;
  3. Guinness Draught (в банках)[30]. Внутри банок находится запатентованная «shaped widget» (шарик для взбалтывания), содержание алкоголя: 4,1—4,3 %;
  4. Guinness Draught Surger (специальный выпуск Guinness Draught для использования в домашних условиях, содержание алкоголя: 4,1—4,3 %)[38];
  5. Extra Cold Draught Stout[30] (продаётся в кегах и при разливе подвергается сильному охлаждению, содержание алкоголя: 4,1—4,3 %; не продаётся в Дублине после распространения слухов о том, что холодом производитель маскирует горечь пива[39]);
  6. Guinness Red[40] (только разливное, крепость 4,1 %, отличается степенью прожарки ячменя);
4. Guinness Special Export Stout (продаётся в Бельгии, содержание алкоголя: 8%)[41];
5. Malta Guinness (безалкогольное сладкое пиво, продаётся в Африке, Малайзии и странах Карибского моря[42]);
6. Guinness Mid-Strength (стаут с малым содержанием алкоголя, в данный момент проходит тест в Лимерике и Дублине, содержание алкоголя: 2,8 %)[43];
7. Guinness Black Lager (проходит тест)[44];
8. 250 Anniversary Stout: был выпущен в США, Австралии и Сингапуре 24 апреля 2009 года в честь 250-летия заключения договора аренды на 9000 лет[45];
9. Guinness Black Lager: поставляется в Северную Ирландию и США компанией Diageo и в Малайзию компанией Guinness Anchor Berhad.

С 1960 года в линейку Guinness входило пиво Harp Lager; ныне этот бренд отделён от бренда «Гиннесс».

## Производство и продажи
Производство пива занимает всего два дня. Основными ингредиентами являются солод, жареный ячмень, вода (на дублинской пивоварне — из источников гор Уиклоу) и хмель (играющий роль консерванта). Остатки производства используются для производства кормов для животных, удобрений и прочих продуктов. Ячмень, сначала обжаривается, а потом  особым образом перемалывается, далее смешивается с горячей водой («ликёром»). Смесь проходит через стальной пресс (цилиндр с вращающимися внутри лопастями), после чего получившееся пюре мешается для извлечения солодового сахара, и затем подаётся в сито, извлекающее сладкое сусло и отсеивающее зёрна. После этого этапа добавляется хмель и молотый ячмень; сусло кипятят при температуре в 90 °C для концентрации сахара и избавления от горечи, затем охлаждают. Добавляются дрожжи, превращающие сахара в алкоголь и газообразную двуокись углерода (которая собирается и очищается для повторного использования). В производстве пива используются оригинальные дрожжи Guinness: 5 оригинальных штаммов дрожжей объединены в один уникальный штамм, который используется для всех разновидностей пива «Гиннесс». Пиво проходит очень бурный процесс брожения при высокой температуре 25 °C.
Перед упаковкой продукт дополнительно обрабатывается: в Guinness Draught для вспенивания добавляется азот, в Guinness Foreign Extra Stout — упомянутая двуокись углерода. Каждая из партий дегустируется. Система бочонка с повышенным внутренним давлением — одна из систем защиты пива Guinness от разбавления.
Пиво Guinness производится в 50 странах мира, в том числе и в России, и продаётся в более чем 150. Значительную часть продаж «Гиннесс» имеет в Африке, где это пиво начали продавать с 1827 года. Около 40 % мирового производства Guinness Foreign Extra Stout сосредоточено в Африке, на 2004 год в африканских странах было открыто 24 завода «Гиннесс» (самый первый — в Нигерии, в 1962 году, далее — в Малайзии в 1965, в Камеруне в 1969, в Гане в 1971 и на Ямайке в 1973 году). Сегодня в Нигерии потребление пива «Гиннесс» больше, чем в Ирландии, при этом реальной проблемой являются подделки.
Помимо самого пива, символика «Гиннесса» тиражируется на широчайшем спектре сувенирной атрибутики — от пивных кружек и предметов быта до одежды, которая во время Дня святого Патрика зачастую используется, как праздничная, символизируя Ирландию как таковую. У компании «Гиннесс» есть свой интернет-магазин, где всегда можно купить сувениры и одежду. Кроме того, данные товары в той или иной мере продаются практически во всех ирландских сувенирных магазинах, иногда занимая в них целые этажи.

### «Гиннесс» в России
В честь празднования 250-летнего юбилея пива Guinness группа компаний Heineken в России начала производство стаута Guinness Original в Санкт-Петербурге на заводе «Объединённых пивоварен Хейнекен» по лицензии компании Diageo. До этого Heineken был официальным импортёром и дистрибьютором пива «Гиннесс» в России. С начала весны 2009 года пиво Guinness Original появилось в точках розничной торговли в бутылке и банке по 0,5 л.
На российском рынке «Guinness Foreign Extra Stout» не смог завоевать значительных позиций (по разным оценкам, от сотых до десятых долей процента) скорее всего из-за «натуральной вкусоароматической добавки „Ароматический экстракт Гиннесс“», к которой любители пива относятся с предубеждением. Данный концентрат был разработан в 1962 году учёными компании Лоренсом Хадсоном и Оуэном Уилльямзом, изначально — под названием «Concentrated Mature Beer» (современное название «Guinness flavour Extract»), и впервые применён в 1968 году в Маврикии.
В России в связи с Федеральным законом Российской Федерации от 18 июля 2011 г. N 218-ФЗ выпускается как пивной напиток «Гиннесс Ориджинал темное». Об этом свидетельствует надпись на этикетке.

## Реклама пива
Первое рекламное объявление Guinness разместила в газете Daily Chronicle 7 февраля 1929 года. Оно гласило: «Качеству и только качеству Guinness обязана тем, что сумела стать крупнейшей пивоваренной компанией в мире».
В 1935 году рекламным «лицом» компании стал тукан, пытающийся удержать на своём клюве семь кружек пива. Потом Джон Гилрой нарисовал рекламный плакат, на котором был изображён страус с застрявшим в горле стаканом Guinness. Смысл этой рекламы заключался в том, что даже страус, который не умеет пить пиво, и вместо этого просто заглатывает стакан, прекрасно понимает, что Guinness — это хорошо. Помимо тукана и страуса, в рекламе серии «Боже! Мой Guinness!» (My goodness, my guinness!) был задействован морской лев. Тукан как символ компании появлялся также в рекламе 1979—1982 годов. Джон Гилрой работал с компанией 35 лет, до 1960-х, создав за это время более сотни слоганов и плакатов (например, «Копай для победы» — Dig for victory, во времена Второй мировой войны (бренд призывал защищать родину от фашистов хотя бы для того, чтобы спасти своё пиво; рекламным агентством SH Benson были созданы плакаты на русском языке), «Гиннесс — залог силы» — Guinness — for strength, «Хороший день для Гиннесса» — Lovely Day for a Guinness, «Гиннесс делает тебя сильнее» — Guinness Makes You Strong).
В 1929 году родился знаменитый слоган «Guinness is Good For You» («„Гиннесс“ — это хорошо для Вас»). С этого же года компания Guinness стала последовательно размещать рекламные объявления в ведущих британских еженедельных и ежемесячных журналах, аудитория которых была более утончённой. Помимо этого Guinness стал использовать пародии на известные стихи таких поэтов, как Эдвард Лир, Джеффри Чосер, Генри Лонгфелло, Уильям Вордсворт и Джон Китс. Особенный успех имела пародия на стихи Льюиса Кэрролла.
Известная английская писательница Дороти Ли Сэйерс написала стихи для рекламы «Гиннесса»:
| Туканы в своих гнёздах согласны Что «Гиннесс» хорош для вас. Попробуйте сегодня и увидите, Что делают наши туканы. Оригинальный текст (англ.)Toucans in their nests agree Guinness is good for you Try some today and see What one our toucan doДороти Ли Сэйерс | Если он мог бы говорить как вы, То сказал бы, что Guinness хорош для вас. Как здорово быть туканом. Просто подумайте, что делает тукан.Оригинальный текст (англ.)If he can say as you can Guinness is good for you How grand to be a Toucan Just think what Toucan doДороти Ли Сэйерс |

Также Guinness начала размещать рекламу в университетских изданиях. Чтобы привлечь внимание образованной аудитории, рекламисты компании сочинили стихи на латыни. Эта затея также оказалась удачной, причём настолько, что некоторые стихи вместе с сопровождавшими их рисунками перепечатала газета The Times.
С 1986 года была введена новая рекламная кампания «Genius». Эта кампания соединила в себе две идеи: гениальность пивоварения и гениальность тех, кто пьёт «Гиннесс». Кампанию проводила организация Ogilvy & Mather (выигравшая в 1984 году конкурс на лучшую рекламную стратегию, и получившая контракт на 7 млн фунтов стерлингов). На момент выигрыша рекламная стратегия бренда называлась «яйцом» — твёрдый образ потребителя «Гиннесса» и мягкий вкус самого пива. В 1987 году для преодоления идеи «яйца» был придуман «Человек с пивом Guinness в руке», он же «Человек в чёрном», «Джон Прист» — Рутгер Хауэр, реклама с которым резко повысила продажи
В 1994 году на смену Джону Присту появилась кампания Anticipation ирландского агентства Arks, и слоганом «Гиннесса» стала фраза «Ничто не сравнится с тем временем, что вы провели вместе с Guinness» (англ. «No time like Guinness Time»).
Рекламное агентство Abbott Mead Vickers BBDO в 1996 году, после провала кампании «Не все, что черно-белое, имеет смысл» (Not everything in black and white makes sence), обсуждавшейся как реклама с явным гей-поцелуем (пародия — My goodness, my gayness), подписало контракт с компанией «Гиннесс», и была запущена рекламная кампания с названием «Хорошие вещи стоят того, чтобы ждать» (англ. «Good things come to those who wait»). Агентство предложило сделать достоинством то, что не нравилось потребителю, — сидеть и ждать 119,5 секунд, когда отстоится пена в стакане. 119,5 секунд стали незначительной платой за лучший стаут в мире.
В Англии в середине XX века стаут «Гиннесс» прописывали послеоперационным больным и донорам из-за того, что в «Гиннессе» содержится высокий уровень железа. Также «Гиннесс» рекомендовали пить беременным и кормящим. Идея полезности данного напитка изначально распространилась среди врачей по рекомендации Чарльза Диккенса, который услышал легенду о герцоге Веллингтоне, выпившим Guinness после тяжёлого ранения, выздоровевшем и приписавшим пиву своё выздоровление. Компания использовала факты применения в лечебной практике до начала 1960-х, используя слоган «Guinness is Good For You» («„Гиннесс“ — это хорошо для вас»), пока не получила обвинение на основании Закона об описании товаров (Trades Description Act) о несоответствии рекламы производимому эффекту. Дополнительные эксперименты на свиньях не смогли ни доказать, ни опровергнуть полезность «Гиннесса», после чего реклама полезности была свёрнута.
Исследователи из университета штата Висконсин в США провели в 2003 году исследование на собаках, из которого сделали вывод, что «Гиннесc» полезен для здоровья вследствие того, что антиоксиданты, содержащиеся в этом пиве, снижают риск образования тромбов в крови — главной причиной сердечных приступов. Представители международной организации исследований в области пивоварения сочли, что одного эксперимента недостаточно для таких выводов.
В аптеках Камеруна Guinness FES могут продавать как лекарство до сих пор; в Африке бытует поверье, что это пиво лечит малярию и геморрой. Однако, на Маврикии считают, что люди, не занятые физическим трудом, не могут выпивать больше бутылки FES в неделю, так как иначе у них загустеет кровь и случится сердечный приступ.
Кроме Диккенса, в рекламе «Гиннесса» принял участие Джеймс Джойс, предложивший некогда лозунг «Свободный, текучий, пенистый и освежающий напиток» (англ. The free, the flow, the frothy freshener) и называвший «Гиннесс» «вином Ирландии».
В современной рекламе «Гиннесса» наблюдается фактически один тренд: рекламные постеры в чёрно-белых тонах с изображением стакана со стаутом.

### Музей пива «Гиннесс» в Дублине
Музей пива Гиннесс (англ. Guinness Storehouse) — одна из самых посещаемых достопримечательностей столицы Ирландии (самый посещаемый из небесплатных аттракционов страны в 2006 году, 700 000 посетителей в год, лишь 5 % из них — ирландцы), построенная в 1904 году. Музей расположен в семиэтажном кирпичном здании, которое изначально использовалось для ферментации. В музее есть бар «Гравитация», среди тем выставочных залов — водопад, история, традиции бренда, методы изготовления пива и пути его распространения, зал «выбор» о вреде алкоголя, коллекция рекламы и пивных бочек, секция для записок посетителей. Центр открылся в 2000 году, в 2003 году была проведена кампания «Discover the vital world».
У музея был предшественник — Guinness Hophouse, признанный в итоге недостаточно современным.

### Рекламные ролики
Реклама «Гиннесс» серии «Боже, мой Гиннесс!» с морским львом была второй рекламой, показанной в ночь открытия коммерческого телевидения Великобритании в 1955 году.
Среди рекламных роликов «Гиннесса» есть такие, как Toucans (1955), Kangaroo (1956), At Last, Music Machine, Anticipation, Swimblack, Believe, FIRE, Live Life, «Сёрфер», «Ставь на чёрное», «Мечтатель», «яицюловЭ», Fridge, Hands, Tipping Point, «Мустанг», Just Like Honey, The Rising.
Многие рекламные ролики от «Гиннесс» получили высокие оценки специалистов. В 2000 году, согласно The Sunday Times и Channel 4, рекламный ролик Guinness «Серфер» (англ. Surfer) был признан лучшим в мире. Ролик «noitulovE» стал победителем в самой престижной категории «ТВ-реклама» на гран-при Каннских Львов в 2006 году. Разработка ролика Guinness стоила 1 миллион евро. Ещё 15 миллионов было потрачено для трансляций на ТВ и в кинотеатрах. В 2001 году компания Guinness выиграла титул «Рекламодатель года» на фестивале «Clio Awards» за рекламу в Ирландии, Великобритании, Южной Африке, США, Малайзии и Сингапуре.
На канале «TV Africa» выходит программа «Guinness TV», иллюстрирующая рекламный слоган пивоварни о «внутренней силе» и состоящая из трёх частей — в первой люди преодолевают серьёзные препятствия, во второй демонстрируются обладатели «внутренней силы» (напр., Нельсон Мандела), третья часть — художественная. Вообще, в Африке более популярен Guinness FES, и рекламная кампания здесь отличалась от европейской, будучи построена на идее «Guinness проявляет в вас силу» (Guinness brings out the power in you) и образе Майкла Пауэра (power), по мотивам опроса чернокожего населения, в рамках которого были собраны отзывы от мужчин, что пиво поддерживает эякуляцию, и от женщин — что пиво «эякулирует» в конце рекламы.

### Книга рекордов Гиннесса
Компания «Гиннесс» стала основателем всемирно известной «Книги рекордов Гиннесса», впервые опубликованной в 1955 году. Согласно одной версии, в 1951 году один из руководителей компании «Гиннесс» во время охоты выстрелил в пролетавшую мимо ржанку и промахнулся. Потом, обсуждая за пивом с друзьями результаты охоты, он рассказал о своём промахе. Один из собеседников заметил, что золотистая ржанка самая быстрая птица в Европе. Возникший тут же спор относительно ржанки натолкнул его участников на мысль о том, что каждый вечер миллионы людей обсуждают подобные вопросы. Тогда было принято решение о создании авторитетного справочника, в котором были бы собраны сведения о мировых рекордах и рекордсменах.
Автор книги о бренде «Гиннесс» приводит другую версию. По его сведениям, проект был запущен в 1954 году сэром Хью Бивером. Это произошло после того, как Роджер Баннистер пробежал милю быстрее, чем за четыре минуты, и споры о рекордах стали обычны в пивных; первая книга вышла в 1955 году.
Однако в 2001 году руководство компании Guinness решило, что книга не соответствует центральной идее бренда. В итоге, компания продала её за 45 миллионов фунтов стерлингов компании Gullane.

## Как правильно наливать и пить «Гиннесс»
Процедура наливания и пития пива «Гиннесс» была превращена в целый ритуал. Идеальная пинта пива Guinness Draught должна наливаться за два подхода в бокал, который имеет специфическую форму в виде тюльпана. Пиво должно наливаться в бокал, наклонённый на 45°. За первый раз наливается три четверти бокала. Потом необходимо подождать, пока поднимется вся пена. Затем под большим напором доливают оставшуюся четверть пива через специальный сепаратор — это необходимо для создания обильной пены. Вся процедура должна занимать ровно 119,53 секунды, которые стали рефреном рекламной кампании «Good things come to those who wait». Guinness Draught должен подаваться при довольно низкой температуре в 6 °C, а Extra Cold Guinness при температуре 3,5 °C. Производитель рекомендует пить пиво так, чтобы пена осталась на верхней губе, для лучшего вкуса.
Традиция наливать пиво за 2 захода очень стара — раньше в барах предварительно наливали 3/4 бокала и ждали, пока его закажут. За время, пока клиент закажет пиво, оно выдыхалось, поэтому три четверти уже налитого пива разбавляли одной четвертью свежего.
Кроме того, по правилам «Гиннесс» должен быть подан в бокале с логотипом бренда и так представлен, чтобы тот был виден; в 1990-х была проведена кампания «Perfect Pint», пропагандирующая идею правильного разлива.
В августе 2002 года компания провела серию пилотных испытаний технологии FastPour, позволяющей наливать пинту за 25 секунд, а не за 119,5 секунды. Специальный вид «Гиннесса» наливают в бокал, ставят на специальную стойку, включают её; воздействие ультразвука вспенивает напиток. В Великобритании новинка не вызвала интереса, зато стала популярна в Японии. В этом же году была выпущена серия рекламных роликов, с юмором описывающих традицию долгого разлива — угол наклона в 45 градусов при разливе объяснялся прострелом, которым якобы страдал Артур Гиннесс, разлив за две минуты — традицией, возникшей после разлива первой пинты (разлив пришлось прервать на вечернюю молитву, так как было без минуты 6 часов).

### Коктейли с пивом «Гиннесс»
1. Black Velvet: Guinness 0.25 л. и шампанское 0,25 л. По легенде, этот коктейль появился во время траура по принцу Альберту[99][115].
2. Black and Tan: Guinness и bitter или Guinness и mild (имеются в виду сорта пива).
3. Poor Man’s Black Velvet: Guinness 0.5 л. и сидр 0,05 л.
4. Black Russian: Guinness 0.5 л. и водка 0,05 л.
5. Velvet Pussy: Guinness 0.5 л. и портвейн 0,05 л.
6. Black Maria: Guinness 0.5 л. и ликёр Tia Maria 0,05 л.
7. Red Velvet: Guinness 0.5 л., сидр и сок чёрной смородины (можно добавить ликёр).
8. Red Witch: Guinness 0.5 л., ликёр Pernod, сидр и сок чёрной смородины.
9. Blacksmith: Guinness 0.5 л. и barley wine (это сорт английского эля).
10. Dog wool:Guinness 0.5 л. и молоко 0,05 л.
11. Calcutta Cup:Guinness 0.5 л. и тоник 0,05 л.
12. Irish Picon: Picon 0,05 л, гранатовый сироп и Guinness 0.5 л.
13. Tango: гранатовый сироп 0,05 л. и Guinness 0.5 л.
14. Wake up! Sing up! (Проснись и пой): Guinness, джин и ложка сахара и немного имбиря. Пиво разогревают с сахаром и имбирём, при подаче заливается джином. Пьётся горячим.
15. Sunburn rentiers: коньяк (0,05 л.) ложка сахара, чуть-чуть гвоздики и корицы, всё это должно настояться. Перед подачей добавляется в пиво[116]
16. Троянский конь: банку пива «Гиннесс» (англ. Guinness Draught) и 60 мл. Кока-колы смешать в пивной кружке. Все ингредиенты должны быть охлаждёнными[117].

## Мифы и легенды
Предметом долгих дискуссий был необычный факт: утверждалось, что в пиве «Гиннесс», в отличие от других сортов пива, пузырьки по необъяснимой причине опускаются вниз, а не поднимаются. Это заметно, если быстро налить пиво в прозрачный бокал. Однако этот эффект возникает практически в любой жидкости из-за эффекта циркуляции, например при нагреве дна посуды. Именно в этом пиве эффект особенно хорошо заметен из-за малого диаметра пузырьков и тёмного цвета жидкости. После налива в середине бокала пузырьки поднимаются значительно интенсивней и выталкивают часть жидкости вниз. Возле стенок бокала, где скорость ниже из-за вязкого трения, пузырьки движутся вниз. В противном случае удельный вес жидкости (пива) должен был бы быть ниже веса газа (пузырьков CO2), а сами пузырьки должны были бы погружаться на дно.
В Южной Африке существует легенда об искателях алмазов, проверявших подлинность камней с помощью «Гиннесса» — мол, проникнуть сквозь темноту пива может лишь луч света, отразившийся от настоящего алмаза.

## «Гиннесс» в культуре
Как уже было сказано, упоминания пива «Гиннесс» встречаются в литературных произведениях, реклама напитка становится известна как отдельное представляющее интерес произведение, существует телевизионная передача Guinness TV, сама пивоварня превращена в музей. Помимо этого, бренд упоминается в песнях (например, Red Bull & Guinness авторства Riddim Medley ), названиях (музыкальная группа Glen of Guinness).
Существует Клуб коллекционеров Guinness (Guinness Collectables Club), собирающих всё, что связано с брендом.
Несмотря на то, что пивоварня «Гиннесс» изначально была великобританской (так как Ирландской Республики ещё не существовало как страны), и теперь бренд принадлежит компании, офис которой располагается в Лондоне, «Гиннесс» является неофициальным символом Ирландии — во многом за счёт вышеописанной рекламной деятельности, использованию ирландских мотивов в ней, поддержке ирландских видов спорта и деятельности вокруг Дня святого Патрика (например, в Канаде компания лоббирует этот день в качестве государственного праздника).

### «Гиннесс» и благотворительность
«Гиннесс» активно спонсирует ирландский спорт. В частности, компания является спонсором Ирландской Ассоциации Регби (англ. Irish Rugby Football Union, IRFU) и, следовательно, национальной сборной Ирландии на международных матчах). Также «Гиннесс» — один из спонсоров Старшей лиги Все-Ирландского чемпионата по хёрлингу Гэльской атлетической ассоциации (англ. GAA Hurling All-Ireland Senior Championship).
Организация Arthur Guinness Fund поддерживает социальное предпринимательство.
С 2009 года проводится «День Артура» (Arthur’s Day) — серия музыкальных мероприятий-празднеств, проводимых во всём мире в честь Артура Гиннесса и придуманного им пива. Ранее осуществлялась поддержка джазового фестиваля Guinness Cork, Rose of Tralee, WitNNESS 2003, оперы в Уэксфорде, а на 2004 год поддерживались чемпионат по вспашке и праздник устриц в Голуэе.
Компания реализует проекты «Water of Life». В частности, в Гане совместно с WaterAid сооружена сеть канализации и колодцев для 16 деревень вблизи от завода Guinness; совместно с Международной организацией заботы и помощи компания обеспечивает кенийцев питьевой водой; в эти же проекты входит распространение лекарства мектизон в Камеруне (совместно с Международной ассоциацией по защите зрения). Все эти проекты освещаются на Guinness TV.
С 2003 года компания обеспечивает своих рабочих, заражённых ВИЧ, бесплатными антиретровирусными препаратами.

## Критика
В 2003 году компания «Гиннесс» была раскритикована в Guardian за работу в Нигерии, в процессе которой местные сотрудники делали объявления о проектах по охране чистой воды, в реальности не существовавших.
В конце того же года против ряда крупных производителей алкоголя, включая Diageo, в США был выдвинут коллективный иск о роли производителей в поощрении пьянства среди несовершеннолетних. Компания в качестве противомеры вошла в группу Portman и совет Century Council, занятые пропагандой умеренного и правильного потребления алкогольных напитков; фонд Diageo Foundation принял участие в создании образовательных пособий на данный счёт для британских учителей начальных классов и австралийских учителей средних классов. В 2008 году компании пришлось запускать рекламный цикл с призывом к потреблению пива в разумных количествах — серия «Share with a friend».
Guinness не подходит вегетарианцам, потому что при его изготовлении для извлечения дрожжей из сусла используют рыбный желатин.
Распространено мнение, что Guinness, варимый за пределами Ирландии, отличается по вкусу от «Гиннесса», производимого в Дублине. Президент США Барак Обама на приёме в Белом доме по случаю дня святого Патрика сказал:
Вы знаете, пиво «Гиннесс» на вкус сильно отличается в Ирландии. Оно гораздо лучше. Вы, ребята, придерживаете хороший товар для себя. Это может привести к торговому спору.
Инспектор по бренду «Гиннесс» в Ирландии Марк Оуди считает, что это заблуждение, так как различия во вкусе появляются исключительно из-за относительной свежести (от производства до потребления пива может пройти два месяца).